# Avelino Lopes
Avelino Lopes est une municipalité brésilienne située dans l'État du Piauí.